# 凑川之战
凑川之战（湊川の戦い），是日本历史上重要战役之一。為後醍醐天皇與足利尊氏的決戰，以足利氏的勝利告終。湊川為日本古地名，即今兵庫縣神戶市。著名將領楠木正成在此戰中自殺殉國。

## 簡介
日本後醍醐天皇建武三年(1336年)1月，足利尊氏及弟足利直義從京都敗走，翌月逃至九州，4月時在博多重新集結大軍分海陸二路向京都進兵。尊氏率領海路並與細川氏統率的四國地區兵力在海上會合，直義則率領陸路，一同進逼京畿。
楠木正成見足利軍勢龐大，京都現有兵力並不足以對抗，便建議後醍醐天皇臨幸行在暫避軍勢，他也可回自己河內、和泉二處領地招募兵力來對抗足利大軍。但公家大臣仍沉溺在年初收復京都的勝利中，認為足利軍不可怕，託言官軍有帝祖天照大神庇護，必能戰勝敵人，反對遷都要求迎戰，天皇聽信讒言，強令楠木正成與新田義貞二人出戰。
楠木與新田二人無奈率兵出擊，缺乏水師的楠木新田軍在陸上佈陣迎擊足利軍，新田軍在湊川佈陣，楠木軍則在湊川以西的西野宿佈陣，而楠木軍兵力僅數百人左右。戰役之初，足利海路東進軍細川定禪在湊川附近的生田森林登陸，此時新田義貞感到自己後路有被截斷之虞連忙退兵，獨留楠木正成迎戰足利直義的數萬足利陸路軍。楠木正成雖兵力居於劣勢，仍舊奮戰到底，但寡不敵眾兵敗湊川。
足利直義遣使招降楠木正成，但被拒絕。楠木正成見大勢已去又不願投降，便對其弟楠木正季說：「我願七生轉世報效國家。」與正季對刺自殺殉國。
楠木正成死前遺言「七生報國」後來成為第二次世界大戰日軍的口號，也是神風特攻隊的精神訓令，特攻隊員頭上綁著寫有「七生報國」的頭巾，駕駛飛機執行自殺式攻擊任務。

## 關連項目
- 湊川神社